# Levant

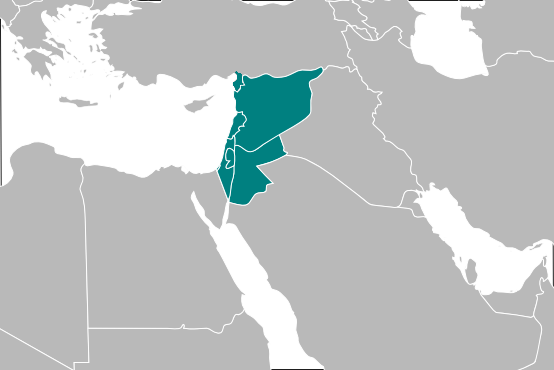
De Levant

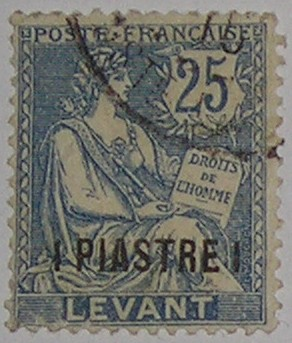
Postzegel gebruikt in de Franse Levant tussen 1902 en 1921

De Levant (Arabisch: بلاد الشام, Belad Ash-Shaam) of het Morgenland is de historisch-geografische naam voor een deel van Zuidwest-Azië. Het beslaat het gedeelte direct ten oosten van de Middellandse Zee.

## Geografie
De streek wordt begrensd door de Taurus in het noorden, de Syrische Woestijn en de noordelijke Grote Arabische Woestijn in het oosten. De Sinaï wordt soms tot de Levant gerekend, maar vormt in het algemeen de streek ten zuiden ervan. Het gebied beslaat Israël, grotendeels Jordanië, Libanon, Syrië, Palestina, de Turkse provincie Hatay en soms ook de Turkse streek Cilicië. Het eiland Cyprus laat men ook wel onder de Levant vallen. Het woord Levant komt van het Latijnse woord 'levare' of van het Franse 'lever', die beide 'rijzen' betekenen. Het is een aanduiding voor 'het land waar de zon opkomt', ook bekend onder de Arabische naam Mashriq. Tegengesteld daaraan is de Maghreb of 'het land waar de zon ondergaat', waaronder meestal de landen in het westen van Noord-Afrika worden begrepen. Samen met Mesopotamië, het zuidoosten van Anatolië en het noordoosten van Egypte vormt de Levant het gebied van de Vruchtbare Sikkel.
Levantijnse staten
| Vlag | Land      | Hoofdstad                                              | Taal              | Religie                        | Opmerking                                                |
| ---- | --------- | ------------------------------------------------------ | ----------------- | ------------------------------ | -------------------------------------------------------- |
|      | Hatay     | Antiochië                                              | Turks en Arabisch | Islam en christendom           | Van 1938 tot 1939 was Hatay een onafhankelijk republiek. |
|      | Israël    | Jeruzalem                                              | Hebreeuws         | Jodendom, islam en christendom |                                                          |
|      | Jordanië  | Amman                                                  | Arabisch          | Islam en christendom           |                                                          |
|      | Libanon   | Beiroet                                                | Arabisch          | Islam en christendom           |                                                          |
|      | Palestina | (Oost-)Jeruzalem (betwist) / Ramallah (niet officieel) | Arabisch          | Islam en christendom           | (Niet als staat door de Nederlandse overheid erkend)     |
|      | Syrië     | Damascus                                               | Arabisch          | Islam en christendom           |                                                          |

## Geschiedenis
De Levant is de streek waar de emmertarwe van nature voorkwam, waarvan voor de landbouw geschikt zaad kon worden geselecteerd en meegenomen naar de wijdere omgeving. Dit leidde rond 7000 v.Chr. tot het ontstaan van de landbouw. Bevolkingstoename zorgde ook voor de eerste kolonisatie van geschikte gebieden zoals het Oude Griekenland en de Balkan, waar tot dan alleen rondtrekkende jager-verzamelaars actief waren. Emmertarwe kwam daar oorspronkelijk niet voor, maar werd meegenomen door de jongere landbouwersgeneraties die deze streken geleidelijk dichter bevolkten. Via de Cycladen werden spoedig ook de grotere eilanden Thera en Kreta bevolkt. Ugarit vervulde als havenplaats voor de verbinding via Cyprus met de Levant een sleutelrol. De oude cultuur van de Levant lag op die manier aan de basis van de westerse beschaving. Op Kreta ontwikkelde zich later de Minoïsche beschaving.
De cultuur van het Oude Egypte kwam iets voor 3000 v.Chr. op. In die tijd zou de Levant en voornamelijk Kanaän door Indo-Europese stammen zijn overspoeld en deels onder de voet gelopen. De aanleiding zou een plotselinge klimaatsverandering zijn geweest, waardoor droogte in de hoger gelegen graslanden van de berggebieden ontstond en de lager gelegen vruchtbare landbouwgebieden ineens veel aantrekkelijker werden voor de nomaden.
De Levant was door zijn centrale ligging tussen drie continenten vanouds ook steeds een doorgangsgebied voor rondtrekkende nomaden en voor karavanen met reizende handelaars. Deze routes sloten aan op de oeroude zijderoutes. Ook via de zee werden vanouds goederen verhandeld met Elam en van daar met de rijke Indusvallei.
Centraal-Azië (Midden-Azië) · Noord-Azië · Oost-Azië · Zuid-Azië · Zuidoost-Azië · Zuidwest-Azië

Oosten: Nabije Oosten · Midden-Oosten · Verre Oosten

Arabië · Golf · Indië · Indochina · Levant · Mashreq · Sinosfeer · Indosfeer · Turkestan